# Lilo C. Karsten

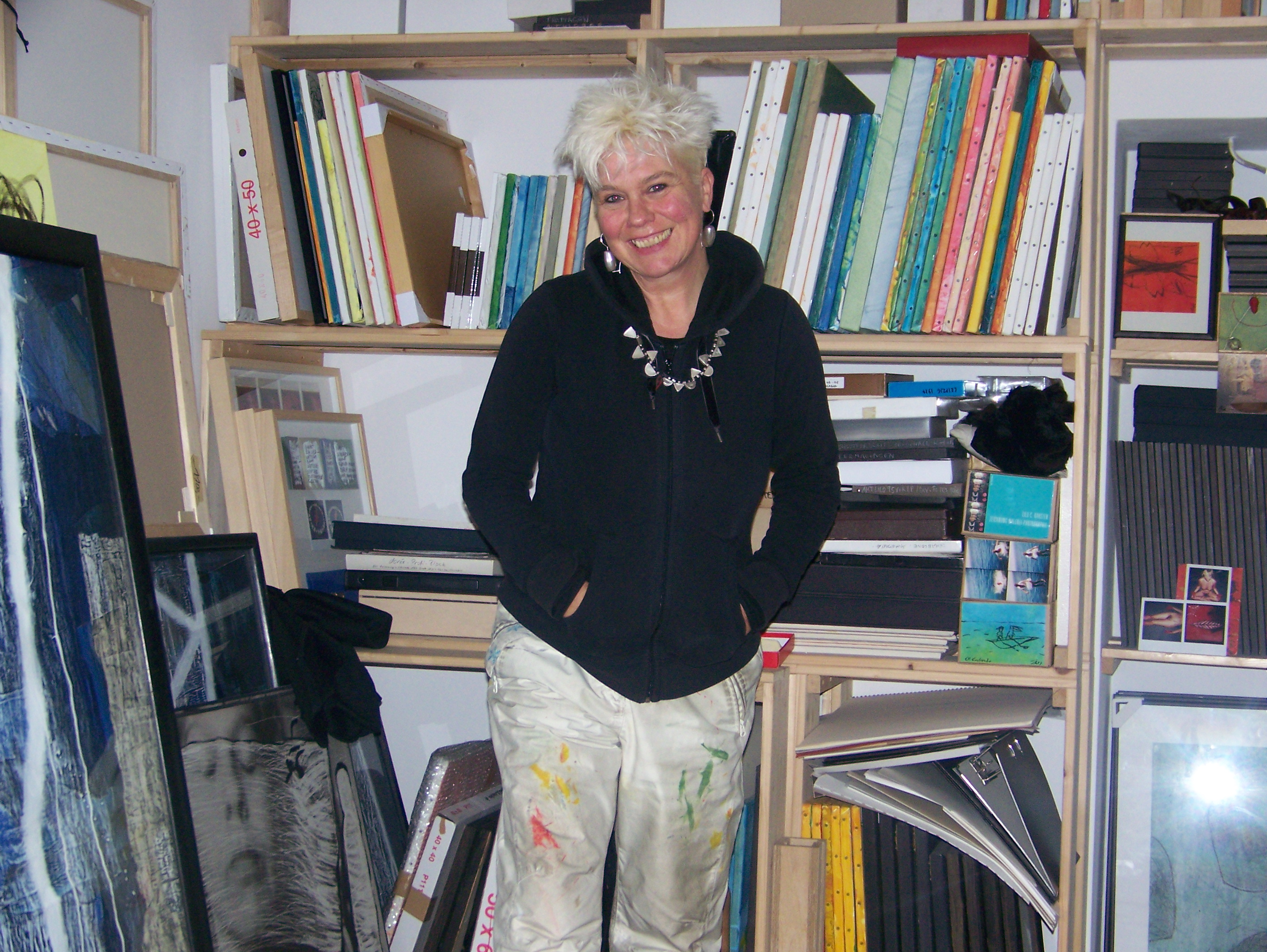
Lilo C. Karsten, Atelier Berlin, 2010

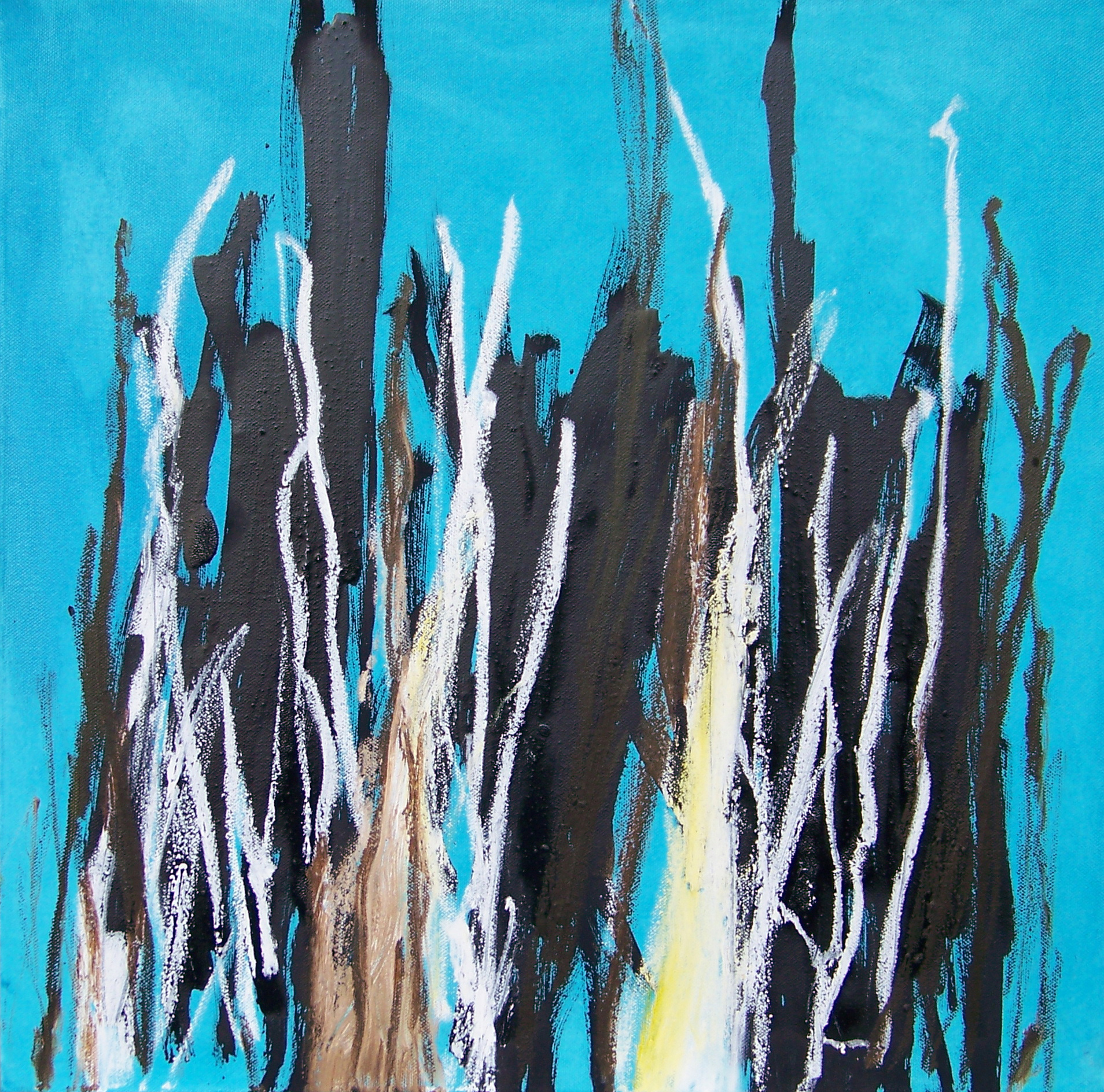
Grunewaldserie o.T. 2011 (Öl auf Leinwand)

Lilo C. Karsten (* 1956 in Wermsdorf) ist eine deutsche Künstlerin und Fotografin.

## Leben
Lilo C.Karsten, geboren 1956 in Wermsdorf/Sachsen, hat nach dem Schulbesuch von 1962 bis 1972, eine Ausbildung zur Physiotherapeutin an der Karl-Marx-Universität Leipzig absolviert und 1975 abgeschlossen. Sie nahm Malunterricht bei der Malerin Christine Engels bis zum Studienbeginn. 1978 wurde eine erste Studienreise nach Kiew mit dem Dozenten der Abendschule- der Hochschule für Graphik und Buchkunst Leipzig, Gerd Thielemann möglich, fortgesetzt durch viele spätere Arbeitsreisen, bis heute. Von 1979 bis 1982 studierte sie an der Hochschule für Gestaltung "Burg Giebichenstein" in Halle/Saale, es erfolgte die Exmatrikulation aus politischen Gründen 1982. Es folgt ihre freie künstlerische Arbeit in Leipzig. 1983 zeigt sie große Kreidezeichnungen in einer Einzelausstellung in der "Galerie am Körnerplatz" in Leipzig (heute "Galerie Eigenart"). 1984 Eheschließung mit Thomas Karsten, Übersiedlung in die Bundesrepublik im gleichen Jahr, in München 1986 Geburt der gemeinsamen Tochter Lilly. Die Aufnahme in den Berufsverband Bildender Künstler München erfolgt 1989. 1992 dreimonatiger Arbeitsaufenthalt in Leipzig, sie beteiligt sich u. a. am internationalen Kunstprojekt "Übergriff" (Katalog).
1992/93 einjähriger Arbeitsaufenthalt in Berlin zur Vorbereitung der Ausstellung der "Berliner Arbeiten" in der Galerie "Weisser Elephant" in Berlin im März 1993. Es erscheint das Künstlerbuch "Jacken aus Feuer". 1993 erfolgt die Rückkehr ins alte Atelier in Haimhausen bei München. 1994 Trennung von Thomas Karsten. Als Mitglied der Künstlervereinigung Dachau (KVD) arbeitet sie jahrelang im Vorstand, beteiligt sich an der Arbeit in der Gruppe für Zeitgenössische Kunst in Europa bei "Euroart", organisiert den Künstleraustausch mit Künstlern aus China, Brasilien und anderen Ländern. Seit 1994 gibt es Arbeitsaufenthalte und Reisen nach Polen, Spanien, Brasilien, China, Frankreich, Schweden. 2001 bis 2007 wohnt und arbeitet sie im städtischen Atelierhaus "Villa Stockmann" in Dachau. 2005 konnte sie als Stipendiatin der Paul Ernst Wilke Stiftung in Bremerhaven arbeiten und ausstellen. Dann 2007 wurde es Zeit für die Rückkehr nach Berlin ins Atelier Zillestrasse 7. 2009 ist Karstens fotografische Arbeit "Amazonasschweinchen"  6 Monate in der Berliner U-Bahn, Station Weinmeisterstrasse zu sehn (Wettbewerb "Glück gehabt" organisiert und juriert vom NGBK Berlin). 2011 das Künstlerbuch " Landschaft aus Wasser und Stein" zweisprachig in Seselwa (Kreolsprache der Seychellen) und Deutsch mit eigenen Texten und Zeichnungen nach zwei Arbeitsaufenthalten 2006 und 2008 wird fertiggestellt, im Atelier wird die Arbeit an der sogenannten „Grunewaldserie“ fortgeführt.
Karstens Werke umfassen abstrakte Malerei und Grafik, Fotografien und Lomografien sowie Rauminstallationen.

## Einzelausstellungen, Auswahl
- 1989 Galerie "Raum f ", Zürich/Schweiz
- 1990 Galerie Ariadne, Wien/Österreich
- 1994 Galerie der KVD, Dachau/Deutschland
- 1995 Galerie Theodor Braga, Belem/Brasilien
- 1996 MAC „Museu de Arte Contemporânea“, Olinda, Brasilien
- 2000 Galerie Arte Uni Rio, Rio de Janeiro/Brasilien
- 2001 Atelier Sömmering, Köln/Deutschland
- 2003 KVD Dachau[1][2]
- 2003 Instituto de Arte Contemporânea do Centro Cultural Benfica[3]
- 2004 Neue Galerie des Zweckverbandes Dachauer Galerien und Museen[4]
- 2005 Deutsche Botschaft, Peking/VR China
- 2006 Jahresausstellung, Atelierhaus Villa Stockmann in Dachau
- 2007 Galerie Theodor Braga, Belem/Brasilien
- 2008 Eulengasse, Frankfurt/Main
- 2009 Mischkonzern, Bülowstrasse in Berlin